# Jouve et Cie
Jouve et Cie war ein französischer Hersteller und Importeur von Automobilen.

## Unternehmensgeschichte
Das Unternehmen war in Paris ansässig. Es stellte zwischen 1913 und 1914 Automobile her und vertrieb sie unter dem Markennamen Jouve. Außerdem importierte das Unternehmen im Jahre 1914 Fahrzeuge von Carden Engineering und vertrieb sie unter dem Markennamen Le Sylphe.

## Fahrzeuge
Das einzige Modell 8 CV war ein Cyclecar. Für den Antrieb sorgte ein luftgekühlter V2-Motor von J.A.P. Die Kraftübertragung erfolgte über Riemen.